# Didier Schlacther
Didier Schlacther, né à Paris le 1er mai 1948 et mort à Issy-les-Moulineaux le 16 février 2025, est un économiste français.
Il enseigne à l’Institut d'études politiques de Paris depuis 1974.

## Biographie

### Jeunesse et études
Didier Schlacther est ingénieur. Il est diplômé de l’Institut d'études politiques de Paris en finances. Il a également suivi des études d’histoire à l'Université Paris IV et de droit à l'université d'Assas.

### Parcours professionnel
Il est professeur à l’Institut d'études politiques de Paris, maître de conférences à l’École nationale d’administration (ENA) et professeur au Magistère Banque Finance de l'Université de Paris II Panthéon-Assas.
Il a enseigné à l'Institut de préparation à l'administration générale (IPAG de Paris) en théorie économique, politique économique et culture générale de 1980 à 2010.
Il est par ailleurs directeur de collections des éditions Hachette et directeur de traductions aux éditions Pearson France. Il est, depuis 2004, vice-président du conseil scientifique de l’École supérieure des assurances (ESA). Il assure par ailleurs une activité de consultant pour de grandes entreprises (Total, Bourse de Prague, Association française d'épargne et de retraite ,, etc.) et des PME.
À l’IEP de Paris, il enseigne la politique économique et l'initiation à l'économie, coordonne les enseignements de méthodes quantitatives, de mathématiques financières (niveau 1 et niveau 2) et de statistique, fonction qu’il avait auparavant exercée à l'ENA. Il enseigne en premier cycle, dans les masters, dans la préparation aux concours administratifs et au MBA. Il a été membre du Conseil de direction de Sciences Po de 2001 à 2007. À Paris-II, il assure des cours de finances au sein du magistère Banque-Finance et a préparé aux épreuves d’économie et de culture générale des concours administratifs de catégorie A à l’Institut de préparation à l’administration générale (IPAG), fonction identique à celle qu'il assure toujours à Sciences-Po. Il est également vice-président du conseil scientifique de l'École supérieure des assurances (ESA).
Il a été antérieurement professeur à l'École militaire scientifique et technique (EMSST) et titulaire de la chaire d’économie de l’École supérieure de guerre (ESG) puis du Collège interarmées de défense (CID) (1984–1993). Il a assuré à l’École normale supérieure de Fontenay-Saint-Cloud (1983–1994) la préparation aux épreuves du CAPES et de l’agrégation de sciences économiques et sociales, concours où il a longtemps siégé comme vice-président. Il a participé à de nombreux jury de recrutement de la fonction publique (ENA, IRA, administrateur des Assemblées, CAPES et agrégation de sciences économiques).
De 1993 à 2003, il a été professeur titulaire de la chaire d’économie, directeur du département économie et sciences sociales et doyen du pôle universitaire Léonard-de-Vinci à La Défense. Il intervient sur Radio France, France Culture, TV5, LCI et TMC Channel Roumanie. Il participe à de nombreuses conférences en France ainsi qu'à l'étranger, essentiellement en Europe Centrale et Europe de l'Est.

### Mort
Didier Schlacther meurt à Issy-les-Moulineaux le 16 février 2025,.

## Ouvrages[17]
- Statistique pour les sciences économiques et sociales, Études vivantes, 1980.
- De l’analyse à la prévision, Ellipses, 1986 – 2e éd. 1994 – 3e éd. 1999.
- L’information économique, « les représentations », Les cahiers Français, La Documentation française, 1988.
- Calcul financier, Hachette, 1989.
- Les méthodes de travail de l’étudiant (ouv. coll. sous la dir. de R. Dubreuil), Vuibert, 1990
- Comprendre la formulation mathématique en économie, Hachette 1990 – 2e éd. 1994 – 3e éd. 2000 – 4e éd. 2004 - 5e éd. 2008.
- Comprendre les mathématiques financières, Hachette, 1994 – 2e éd. 2000 – 3e éd. 2004 - 4e éd. 2012.
- Dictionnaire des techniques quantitatives appliquées aux sciences économiques et sociales, A. Colin, 1995.
- Les mathématiques appliquées aux sciences économiques et sociales à l’Agrégation, Éditions du CNED, 1997 – 2e éd. 1999 3e éd. 2002 – 4e éd. 2003.
- Questions d’Europe Le débat économique et politique, Ellipses, 1998.
- Problèmes d’entraînement à l’épreuve de Mathématiques économiques de l’Agrégation de Sciences sociales, Éditions du CNED, 2002.
- De l’analyse à la prévision[18], Hachette, 2009 – 5e éd.
  - Tome 1 : Comprendre la statistique descriptive statique.
  - Tome 2 : Comprendre la statistique descriptive temporelle.
  - Tome 3 : Comprendre la statistique inductive, ajustements lois.

### Traductions
- Vers une nouvelle économie de P.Drucker, InterÉditions, 1984 (en coll. avec M. Garène).
- Économétrie[19] de W.Greene, Pearson 2005 (Direction de l’édition française ).
- Économétrie / corrigés des exercices de W.Greene, Pearson 2005 (Direction de l’édition française).